# تصدع الرصف

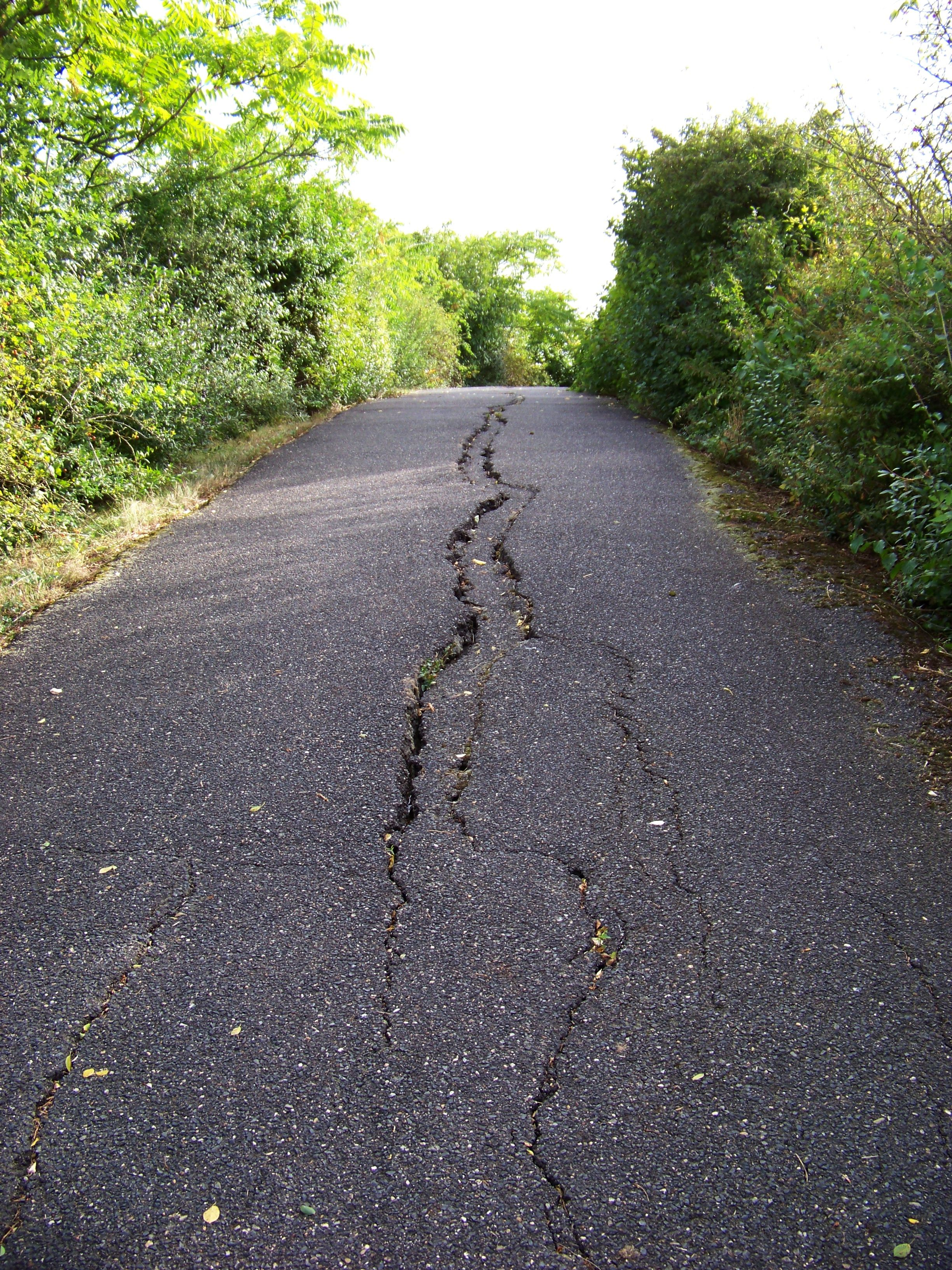
تصدع بطول محور الطريق

يشير تصدع الرصيف إلى مجموعة متنوعة من أنواع مشاكل تعبيد الطريق التي تحدث على سطح الرصف. الأنواع المختلفة من الأرصفة تظهر بها تصدعات مختلفة. يرتبط نوع التصدع أيضًا بنوع المناخ وحركة المرور. في بعض الأحيان يتم تحديد الشقوق باستخدام مؤشر مثل مؤشر التصدع، وأحيانًا يتم دمجه مع مؤشرات أخرى ويظهر مايسمى مؤشر حالة الرصيف.

## أنواع التصدعات
فيما يلي بعض أهم أنواع التصدعات
- الشقوق التمساحية أو شقوق الكلل
- كتلة التكسير وهي تشققات مترابطة تقسم الرصف إلى قطع مستطيلة. يتراوح حجم الكتل من حوالي 0.1 متر مربع إلى 9 متر مربع.
- التشقق الطولي أو مسار العجلة وهي تشققات موازية لخط الرصيف المركزي.
- تصدع عرضي وهو تشققات متعامدة على خط الرصيف المركزي. عادة ما تكون نوع من التكسير الحراري.
- تصدوع انعكاس الوصلة.
- تصدع الحافة.
- تصدع الانزلاق و هي شقوق ذات شكل هلالي لها نهايتان موجهتان إلى اتجاه حركة المرور.

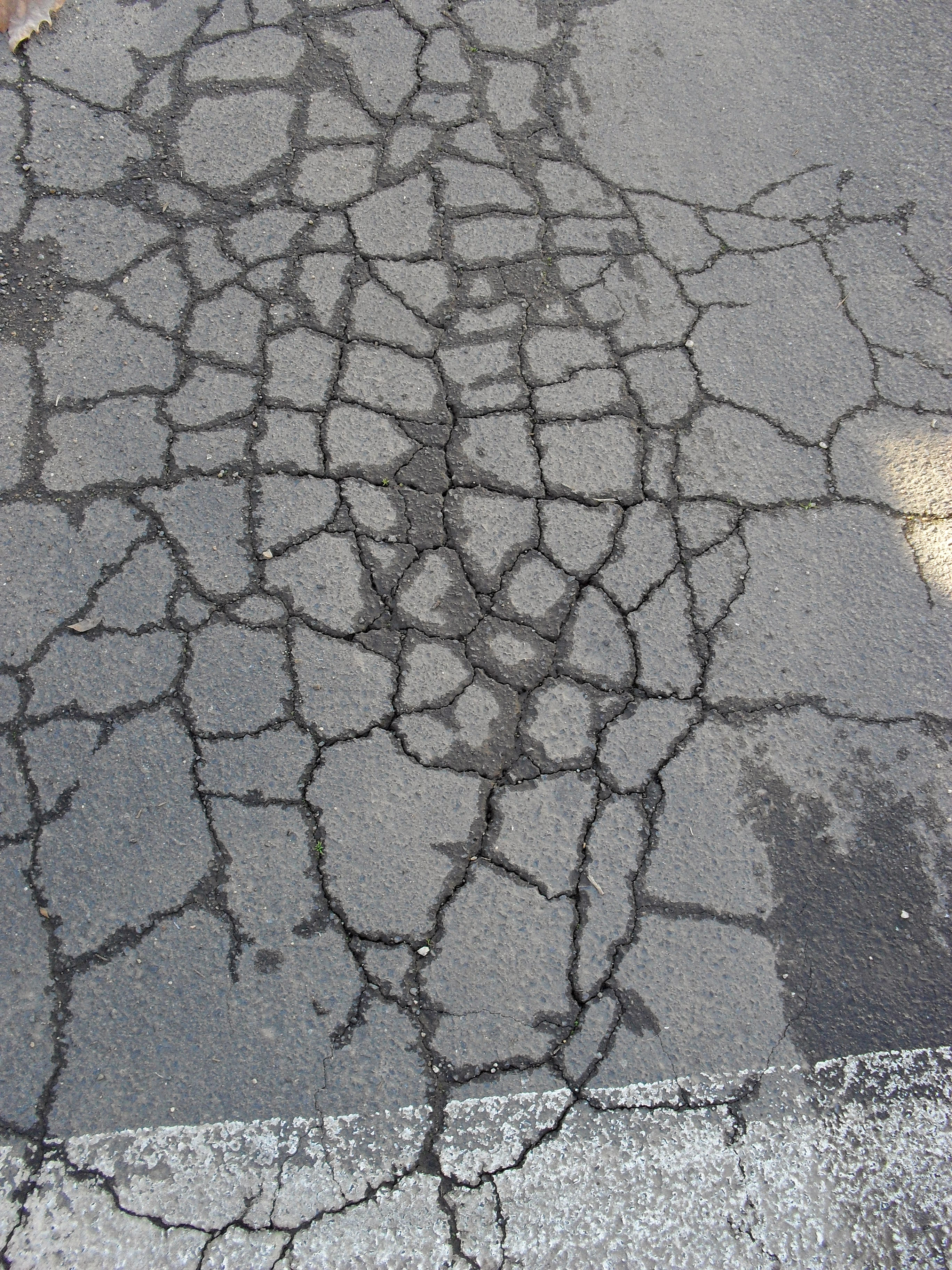
تشققات تمساحية